# Wapen van Echteld

Het wapen van Echteld toont het wapen van de voormalige gemeente Echteld. Het wapen werd volgens Koninklijk Besluit aan de gemeente verleend op 13 december 1950. De omschrijving luidt:
"In zilver, bezaaid met staande blokjes van azuur, een leeuw van keel, gekroond met een gouden kroon van drie bladeren en twee paarlen. Het schild gedekt met een gouden kroon van drie bladeren en twee paarlen."

## Geschiedenis
Het wapen komt overeen met het familiewapen van het uitgestorven riddergeslacht Van Wijhe. Telgen uit dit geslacht woonden enkele eeuwen (tussen 1272 en 1751) in het kasteel Wijenburg van Echteld. Op 1 januari 2002 werd de gemeente opgeheven en ging op in de gemeente Kesteren. Op 1 april 2003 werd de gemeentenaam gewijzigd in Neder-Betuwe. Het wapen van Echteld werd opgenomen op het tweede kwartier van het Wapen van Neder-Betuwe.

## Verwante afbeelding

Wapen van Neder-Betuwe